# Глисна
Глисна — річка в Україні, у Хустському районі Закарпатської області, ліва притока Тереблі (басейн Дунаю).

## Опис
Довжина річки приблизно 4 км. Формується з багатьох безіменних струмків.

## Розташування
Бере початок в Угольсько-Широколужанському заповідному масиві Карпатського біосферного заповідника. Тече переважно на північний захід і на південно-західній околиці Вільшани впадає у річку Тереблю, праву притоку Тиси.